# Thricops bakusanus
Thricops bakusanus är en tvåvingeart som först beskrevs av Shinonaga 1971.  Thricops bakusanus ingår i släktet Thricops och familjen husflugor. Inga underarter finns listade i Catalogue of Life.